# Oculobrium sudrei
Oculobrium sudrei là một loài bọ cánh cứng trong họ Cerambycidae.